# 리용호 (정치인)
리용호(李容浩, 1956년 7월 10일 - )는 조선민주주의인민공화국의 외교관 겸 정치인이다. 조선민주주의인민공화국 국무위원회 위원 외무성 상 겸 조선로동당 중앙위원회 정치국위원을 지넀다.

## 출생
조선로동당 서기실장을 지낸 아버지 리명제과 김일성종합대학의 교원이었던 어머니 사이에서 1956년에 태어났다. 출생지는 평양이다.

## 외교관으로서 삶
1975년 ~ 1979년 평양외국어대학을 수학했다. 1979년 짐바브웨 주재 대사관 3서을 거쳐 1985년 스웨덴 주재 대사관 2서에서 근무했다. 1988년 외무성 국제기구국 2과 담당지도원, 1995년 외무성 참사를 거쳐 2001년 아세안지역안보포럼 북측 단장을 맡았다. 2003년 8월 영국 주재 대사에 부임했으며, 2004년 2월부터 아일랜드 주재 대사를 겸했다. 
김정일이 국방위원장으로 있던 시절에는 리수용과 함께 북한 외교를 담당하였다. 2010년 9월부터 외무성 부상을 맡았다. 2010년 9월, 조선로동당 중앙위원회 후보위원에 선임되었다.
김정은 국무위원장 시절에는 2016년 5월 외무상으로 승진하였다. 제1,2차 북미정상회담에 배석하였지만, 제2차 북미정상회담 이후 별다른 성과를 보이지 못하자 외무상 자리에서 경질되었다. 이후 공식석상에서 별다른 모습을 보이고 있지 않다. 요미우리 신문에 따르면, 협상 실패의 책임을 물어 2022년에 처형되었다는 보도도 존재한다.
2019년 뇌물 혐의로 인하여 수용소에 끌려갔다고 밝혀졌.

## 기타
2011년 김정일 사망 당시에 국가장의위원회 위원을 맡았다.

## 같이 보기
- 조선민주주의인민공화국의 대외 관계